# Inheritance (film 2006)
Inheritance è un film documentario statunitense del 2006, diretto da James Moll.
Il film si concentra su Monika Hertwig, figlia di Ruth Irene Kalder e Amon Göth, comandante del campo di concentramento di Kraków-Płaszów.
Monika Hertwig aveva 10 mesi quando suo padre fu impiccato nel 1946 per crimini di guerra, crimini contro l'umanità e genocidio. Scoprì la verità sul suo conto solo da adulta, durante l'infanzia sua madre le aveva detto che era stato un brav'uomo e un eroe di guerra. Il film è incentrato sul suo incontro con Helen Jonas-Rosenzweig, internata a Płaszów e sopravvissuta all'Olocausto, che conobbe personalmente Göth.
Il film, incentrato sulle testimonianze dei sopravvissuti all'Olocausto, fu prodotto per PBS da James Moll, regista, produttore di documentari e direttore esecutivo dell'USC Shoah Foundation Institute. Nel 2009, Inheritance è stato nominato dalla National Academy of Television Arts and Sciences e ha ricevuto un Emmy Award nella categoria Outstanding Interview.

## Sinossi
Nel documentario, Monika Hertwig si reca a Płaszów, periferia di Cracovia, nel tentativo di saperne di più su suo padre, il SS-Hauptsturmführer Amon Göth. Nella sua ricerca di maggiori informazioni, Hertwig ha un incontro sulla scena dell'ex campo di concentramento con Helen Jonas-Rosenzweig, sopravvissuta all'Olocausto nata a Cracovia, internata a Płaszów e costretta a lavorare come domestica per Amon Göth. Sopravvisse all'Olocausto grazie all'aiuto di Oskar Schindler.
Amon Göth aveva due cameriere ebree con lui nella villa: Helen ("Lena") Hirsch (ora Helen Horowitz, residente in Israele) ed Helen ("Susanna") Sternlicht (ora Helen Jonas-Rosenzweig, residente negli Stati Uniti). Grazie alla sua ricerca, Monika Hertwig ha avuto l'opportunità di incontrare la donna del ghetto di Cracovia ridotta in schiavitù da suo padre durante l'Olocausto in Polonia. Göth abusò di Helen e uccise il suo ragazzo, un ragazzo ebreo di nome Adam, morto davanti a lei.
Göth era sposato con la moglie Anni e con due figli a Vienna, quando incontrò la madre di Monika, Ruth Irene Kalder - un'estetista e aspirante attrice originaria di Gliwice (o Wrocław, le fonti variano) - attraverso l'amico Oskar Schindler a Cracovia nel 1942 (o all'inizio del 1943). A quel tempo lavorava come segretaria presso la fabbrica di Schindler. I due ebbero un'ostentata relazione al campo di cui la moglie austriaca di Göth non sapeva nulla. Festeggiavano, giocavano a tennis e andavano a cavallo insieme. Ruth lo vide dare la caccia e uccidere centinaia di persone, ma in un'intervista del 1983 con la BBC tentò comunque di difenderlo. Durante questa intervista, le furono mostrate le trascrizioni del suo processo per crimini di guerra. Stava morendo di enfisema e si suicidò il giorno dopo. Monika, che aveva 37 anni al'epoca dell'intervista, sentì per la prima volta sua madre parlare con franchezza di suo padre, a perfetti sconosciuti.
Monika Hertwig, figlia illegittima di Göth, e la sua domestica Helen Jonas-Rosenzweig, si sono incontrati per la prima volta nel 2004. Hertwig aveva richiesto l'incontro con Jonas, ma Jonas era titubante perché i suoi ricordi del passato erano traumatici. Alla fine ha acconsentito dopo che Hertwig le ha scritto:"Dobbiamo farlo per le persone assassinate". Suo marito si era suicidato nel 1980 soffrendo della sindrome del sopravvissuto. James Moll, il regista del film, ha riunito le donne davanti a una telecamera per realizzare il suo film.

## Pubblicazione
Inheritance è stato completato nel 2006, prodotto dalla società Allentown Productions di James Moll. Il filmato principale è stato girato in 13 giorni in Polonia, a casa di Helen nel New Jersey e alla periferia di Monaco, dove viveva Monika. Il film è stato presentato in anteprima il 25 giugno 2006 al Los Angeles Film Festival ed è stato proiettato a livello internazionale come Der Mördervater in Germania, come Förintelsens arv in Svezia e come My Father was a Nazi Commandant nel Regno Unito.

## Critica
Il documentario ha ricevuto il plauso della critica e diverse recensioni positive da numerosi critici: David Cornelius di DVD Review ("documentario semplice ma sbalorditivo"), William Lee di DVD Verdict ("una storia straordinaria"), la professoressa Cynthia Fuchs di PopMatters ("il loro vivere con il passato, ogni momento una lezione"), e Michael Atkinson di IFC ("una dialettica affascinante per una serie di motivazioni").

## Produzione
James Moll ha dichiarato di essere entrato in contatto per la prima volta con Monika Hertwig nel 2003 per avere il permesso di utilizzare le fotografie di Amon Göth in un progetto separato collegato all'uscita di Schindler's List: si aspettava il peggio, ma ha cambiato atteggiamento dopo averla sentita parlare. Una delle sue affermazioni divenne per lui la genesi di Inheritance: "Non sono mio padre". Più o meno nello stesso periodo, Moll fu presentato a Helen Jonas-Rosenzweig attraverso la USC Shoah Foundation Institute.